# Tanjung Lipat I
Tanjung Lipat I is een bestuurslaag in het regentschap Aceh Tamiang van de provincie Atjeh, Indonesië. Tanjung Lipat I telt 694 inwoners (volkstelling 2010).